# Ferrières-en-Bray
Ferrières-en-Bray est une commune française située dans le département de la Seine-Maritime en région Normandie.

## Géographie

### Description
Elle est située dans le Bray normand.

### Communes limitrophes
|                 | Saint-Quentin-des-Prés Oise | Hécourt Oise           |
| Gournay-en-Bray | Ferrières-en-Bray           | Hannaches Oise         |
|                 | Saint-Germer-de-Fly Oise    | Villers-sur-Auchy Oise |

### Hydrographie
La commune est située dans le bassin Seine-Normandie. Elle est drainée par l'Epte, la Morette, le ruisseau d'Auchy, le ruisseau des Rieux, les fossés 01, 02, 03, 04, 05, 06 et 08 de la commune de Ferrieres-en-Bray,,,,,, et le fossé 04 de la commune de Hannaches,,.
L'Epte, d'une longueur de 113 km, prend sa source dans la commune de Compainville et se jette  dans la Seine à Notre-Dame-de-la-Mer, après avoir traversé 44 communes. Les caractéristiques hydrologiques de l'Epte sont données par la station hydrologique située sur la commune de Gournay-en-Bray. Le débit moyen mensuel est de 1,9 m3/s. Le débit moyen journalier maximum est de 37,4 m3/s, atteint lors de la crue du 3 janvier 2003. Le débit instantané maximal est quant à lui de 41 m3/s, atteint le 2 janvier 2003.
La Morette, d'une longueur de 10 km, prend sa source dans la commune de Elbeuf-en-Bray et se jette  dans l'Epteen limite des communes d' sur la commune et de Gournay-en-Bray, après avoir traversé quatre communes. 

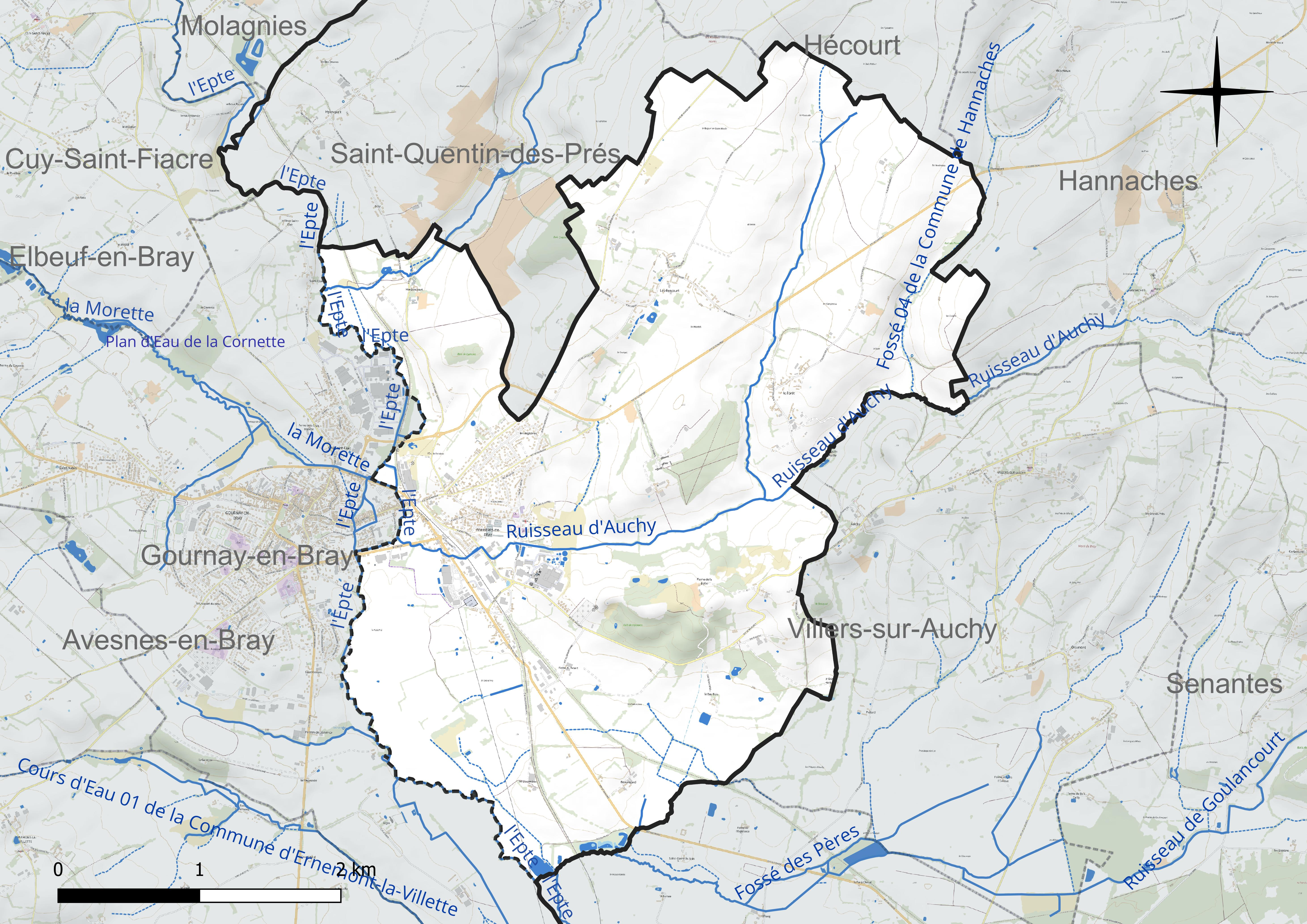
Réseau hydrographique de Ferrières-en-Bray.

### Climat
Pour des articles plus généraux, voir Climat de la Normandie et Climat de la Seine-Maritime.
En 2010, le climat de la commune est de type climat océanique dégradé des plaines du Centre et du Nord, selon une étude du CNRS s'appuyant sur une série de données couvrant la période 1971-2000. En 2020, Météo-France publie une typologie des climats de la France métropolitaine dans laquelle la commune est exposée à un climat océanique et est dans la région climatique Côtes de la Manche orientale, caractérisée par un faible ensoleillement (1 550 h/an) ; forte humidité de l’air (plus de 20 h/jour avec humidité relative > 80 % en hiver), vents forts fréquents. Parallèlement le GIEC normand, un groupe régional d’experts sur le climat, différencie quant à lui, dans une étude de 2020, trois grands types de climats pour la région Normandie, nuancés à une échelle plus fine par les facteurs géographiques locaux. La commune est, selon ce zonage, exposée à un « climat contrasté des collines », correspondant au Pays de Bray, bien arrosé et frais.
Pour la période 1971-2000, la température annuelle moyenne est de 10,4 °C, avec une amplitude thermique annuelle de 14,2 °C. Le cumul annuel moyen de précipitations est de 773 mm, avec 12,3 jours de précipitations en janvier et 8,2 jours en juillet. Pour la période 1991-2020, la température moyenne annuelle observée sur la station météorologique la plus proche, située sur la commune de Forges-les-Eaux à 20 km à vol d'oiseau, est de 10,7 °C et le cumul annuel moyen de précipitations est de 860,1 mm,. Pour l'avenir, les paramètres climatiques de la commune estimés pour 2050 selon différents scénarios d’émission de gaz à effet de serre sont consultables sur un site dédié publié par Météo-France en novembre 2022.

## Urbanisme

### Typologie
Au 1er janvier 2024, Ferrières-en-Bray est catégorisée petite ville, selon la nouvelle grille communale de densité à sept niveaux définie par l'Insee en 2022.
Elle appartient à l'unité urbaine de Gournay-en-Bray, une agglomération intra-départementale regroupant deux  communes, dont elle est une commune de la banlieue,,. Par ailleurs la commune fait partie de l'aire d'attraction de Gournay-en-Bray, dont elle est une commune du pôle principal,. Cette aire, qui regroupe 21 communes, est catégorisée dans les aires de moins de 50 000 habitants,.

### Occupation des sols
L'occupation des sols de la commune, telle qu'elle ressort de la base de données européenne d’occupation biophysique des sols Corine Land Cover (CLC), est marquée par l'importance des territoires agricoles (89,4 % en 2018), en diminution par rapport à 1990 (90,3 %). La répartition détaillée en 2018 est la suivante : 
prairies (59,3 %), terres arables (28,3 %), zones urbanisées (4 %), forêts (3,9 %), zones industrielles ou commerciales et réseaux de communication (2,7 %), zones agricoles hétérogènes (1,8 %). L'évolution de l’occupation des sols de la commune et de ses infrastructures peut être observée sur les différentes représentations cartographiques du territoire : la carte de Cassini (XVIIIe siècle), la carte d'état-major (1820-1866) et les cartes ou photos aériennes de l'IGN pour la période actuelle (1950 à aujourd'hui).

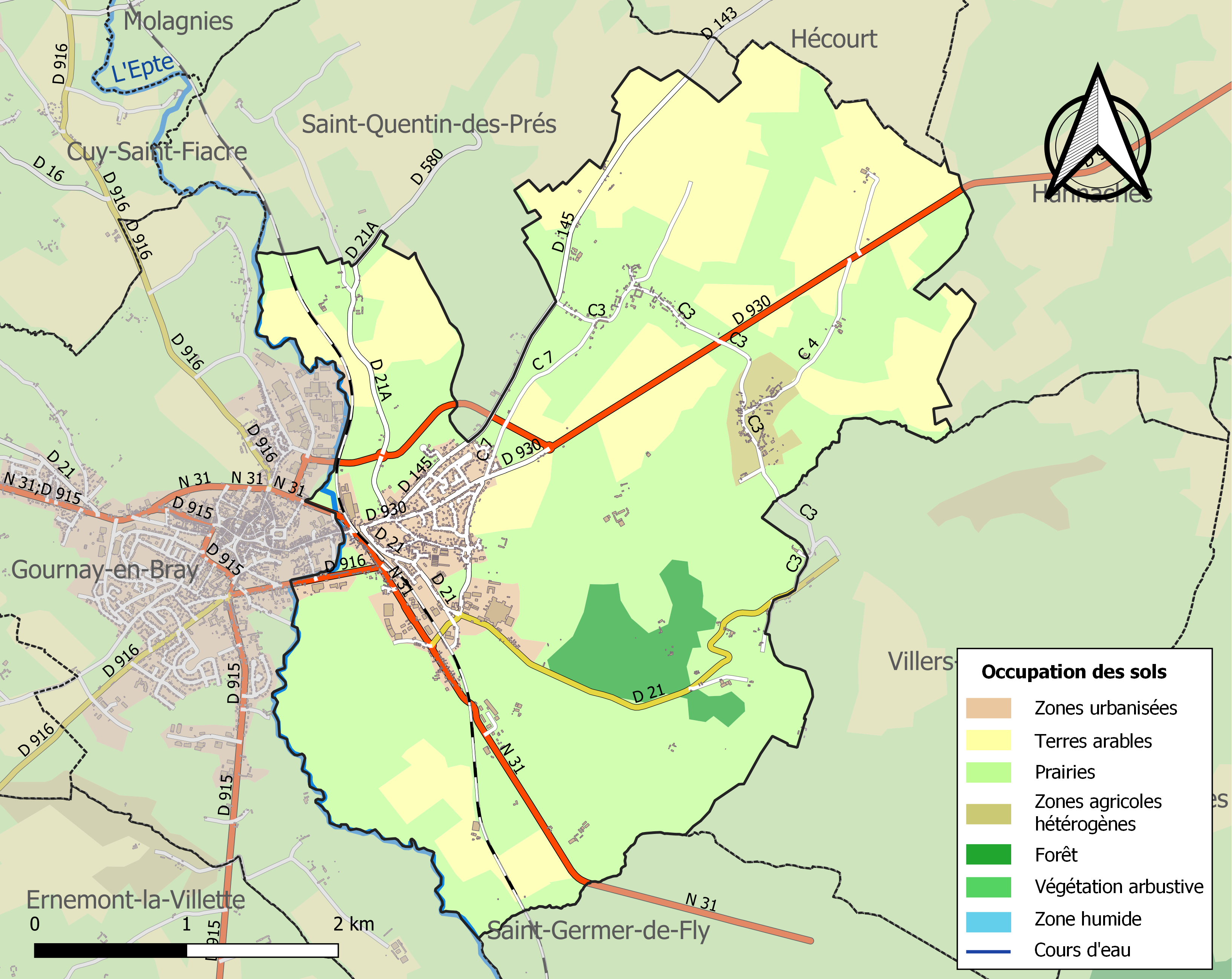
Carte des infrastructures et de l'occupation des sols de la commune en 2018 (CLC).

### Voies de communication et transports
La gare de Gournay - Ferrières est située sur le territoire communal. Elle est desservie par des trains TER Normandie effectuant des missions entre les gares de Serqueux et de Gisors.
La commune est desservie, en 2023, par les lignes 610, 6138, 6147 et 6149 du réseau interurbain de l'Oise. Elle est également desservie par les lignes 527 et 539 du réseau Nomad Car 76,.

## Toponymie
Le nom de la localité est attesté sous les formes Ferrariis en  862, Ferrarias en 1152,
.

De l'oil ferriere, « Installation pour extraire, fondre et forger le fer ». Dérivé de fer, avec le suffixe -ière. La commune tient son nom de l'exploitation ancienne de minerai de fer.
Le pays de Bray est une région naturelle de France à cheval sur les départements de Seine-Maritime et de l'Oise.

## Histoire
C'est à Ferrières-en-Bray que Charles Gervais achète, en collaboration avec madame Hérould de Villers-sur-Auchy, en 1852 une laiterie qui fabrique les fromages frais « Petits-suisses »,,.

## Politique et administration
| Période                                  | Période                   | Identité                 | Étiquette | Qualité                         |
| ---------------------------------------- | ------------------------- | ------------------------ | --------- | ------------------------------- |
| Les données manquantes sont à compléter. |                           |                          |           |                                 |
| 1884                                     | 1892                      | Charles Gervais          |           |                                 |
|                                          |                           | Émile Courty             |           |                                 |
|                                          |                           | Robert Gavrel            |           |                                 |
|                                          | 1966                      | Gérard Chauffert         |           |                                 |
| 1966                                     |                           | Maurice Anquetin         |           |                                 |
|                                          |                           | Marcel Mollet            |           |                                 |
|                                          |                           | Antoine Bernasconi       |           |                                 |
| 1995                                     | 2005                      | Pierre Cramoisan         |           |                                 |
| 2005                                     | 2008                      | Michel Mainemare         |           |                                 |
| mars 2008                                | En cours (au 3 juin 2020) | Marie-France Devillerval | DVD       | Réélue pour le mandat 2020-2026 |

## Démographie
L'évolution du nombre d'habitants est connue à travers les recensements de la population effectués dans la commune depuis 1793. Pour les communes de moins de 10 000 habitants, une enquête de recensement portant sur toute la population est réalisée tous les cinq ans, les populations de référence des années intermédiaires étant quant à elles estimées par interpolation ou extrapolation. Pour la commune, le premier recensement exhaustif entrant dans le cadre du nouveau dispositif a été réalisé en 2004.

En 2022, la commune comptait 1 675 habitants, en évolution de +0,12 % par rapport à 2016 (Seine-Maritime : +0,35 %, France hors Mayotte : +2,11 %).
| 1793 | 1800 | 1806 | 1821 | 1831 | 1836 | 1841 | 1846 | 1851 |
| ---- | ---- | ---- | ---- | ---- | ---- | ---- | ---- | ---- |
| 823  | 840  | 882  | 818  | 750  | 732  | 740  | 725  | 760  |

| 1856 | 1861 | 1866 | 1872 | 1876 | 1881 | 1886  | 1891  | 1896  |
| ---- | ---- | ---- | ---- | ---- | ---- | ----- | ----- | ----- |
| 726  | 731  | 714  | 855  | 800  | 880  | 1 038 | 1 208 | 1 225 |

| 1901  | 1906  | 1911  | 1921  | 1926  | 1931  | 1936  | 1946  | 1954  |
| ----- | ----- | ----- | ----- | ----- | ----- | ----- | ----- | ----- |
| 1 352 | 1 323 | 1 451 | 1 300 | 1 371 | 1 344 | 1 366 | 1 395 | 1 321 |

| 1962  | 1968  | 1975  | 1982  | 1990  | 1999  | 2004  | 2006  | 2009  |
| ----- | ----- | ----- | ----- | ----- | ----- | ----- | ----- | ----- |
| 1 430 | 1 332 | 1 485 | 1 577 | 1 644 | 1 643 | 1 695 | 1 693 | 1 647 |

| 2014  | 2019  | 2022  | - | - | - | - | - | - |
| ----- | ----- | ----- | - | - | - | - | - | - |
| 1 670 | 1 675 | 1 675 | - | - | - | - | - | - |

## Culture locale et patrimoine

### Lieux et monuments
- L'église Saint-Martin reconstruite en 1864.
- L'usine Cerafrance (ex-Desmarquest, ex -Charles Gervais).
- L'usine Gervais-Danone.
- Château du Manais de 1730.
- Le lavoir de Laudencourt
- Le château de la Folie de 1881. Le château de la Folie de Ferrières est une « folie » architecturale, c’est-à-dire un bâtiment quelque peu extravagant par rapport aux autres habitations de la même époque. Il date de 1881 et son histoire reste entourée de mystères ! Au XXe siècle, il s'appelait le « chateau du Mont Grimpet » comme témoignent plusieurs cartes postales anciennes. Il fait donc partie du patrimoine du village et fait actuellement l’objet d’une demande (en cours) de classement auprès des monuments historiques. Parmi les constructions remarquables de Ferrières-en-Bray, c’est la seule habitation privée qui est ouverte au public : en effet, le château de la Folie accueille toutes les semaines deux associations : « Peindre ensemble » qui est un atelier ouvert pour les peintres amateurs débutants ou confirmés et « Club Sciences et Techniques » qui rassemble les passionnés de sciences et de techniques. Le château est également le lieu où se déroulent chaque année des manifestations culturelles gratuites comme la « Nuit des étoiles », la « Fête de la science » ainsi que des conférences ou expositions.

### Personnalités liées à la commune
- Charles Gervais (1826-1893), propriétaire de la fromagerie de la ville.
- Yves Verhoeven (1961-), acteur français , y est né.